# アウラハ (アンスバッハ郡)
アウラハ (ドイツ語: Aurach) は、ドイツ連邦共和国バイエルン州ミッテルフランケンのアンスバッハ郡に属す町村（以下、本項では便宜上「町」と記述する）。

## 地理

### 位置
アウラハは、アルトミュール川とフランケン高地の間、連邦道B14号線沿いのアンスバッハとフォイヒトヴァンゲンのほぼ中間地点にある。間近をアウトバーンA6号線が走り、アウラハ・インターチェンジがある。

### 自治体の構成
この町は、公式には12の地区 (Ort) からなる。このうち小集落や孤立農場などを除く集落を以下に列記する。
| - アウラハ - ディーテンブロン - アイアーローエ - ギンデルバッハ - ヒルスバッハ | - フェールベルク - ヴァインベルク - ヴェストハイム - ヴィンツホーフェン |

### 隣接する市町村
- ヘリーデン
- ロイタースハウゼン
- ブルクオーバーバッハ
- フォイヒトヴァンゲン
- ドムビュール

## 行政

### 庇護都市
1984年にこの町は、ズデーテン地方ツヴィッタウ郡のブルーメナウからの避難民に対する支援自治体となっている。

## 文化と見所

### 博物館
- 代官所博物館

### 建造物
- 1375年から1510年に建設された歴史的なラートハウス
- ヴァールベルク城
- 聖ペーター・ウント・パウル教会
- ヴァインベルクの「7つの苦難のマリア」教会

## 引用
1. ↑  https://www.statistikdaten.bayern.de/genesis/online?operation=result&code=12411-003r&leerzeilen=false&language=de Genesis-Online-Datenbank des Bayerischen Landesamtes für Statistik Tabelle 12411-003r Fortschreibung des Bevölkerungsstandes: Gemeinden, Stichtag (Einwohnerzahlen auf Grundlage des Zensus 2011)
2. ↑  Bayerische Landesbibliothek Online